# ダッチ・レナード (左投手)
ヒューバート・ベンジャミン・レナード（Hubert Benjamin Leonard、1892年4月16日 - 1952年7月11日）は、アメリカ合衆国・オハイオ州バーミングハム生まれのプロ野球選手（投手）。左投左打。
MLB史上2位、20世紀以降においては歴代最優秀防御率記録であるシーズン防御率0.96を記録した。これは20世紀以降のMLBにおいて唯一の防御率0点台の記録である。

## 経歴
オハイオ州バーミングハムで生まれ、野球が大好きな少年として育った。

### レッドソックス時代
1911年、フィラデルフィア・アスレチックスと契約。しかし、当時のアスレチックスには有力な若手投手が多く在籍していたためすぐに戦力外通告を受けることとなる。1912年レナードはボストン・レッドソックスに入団。1913年4月12日にデビューを果たす。ストレートとカーブ、そして当時まだ許されていたスピットボールを駆使し活躍。一年目は14勝17敗防御率2.39を記録した。
翌1914年、開幕以降勝ち運に恵まれず5月でようやく初勝利を挙げる。しかし、その後7試合連続完封を記録。その後一度も4点以上を取られることなくシーズン終盤まで防御率0点台を維持。9月に手首のけがで予定より早くシーズンを終えたものの、19勝5敗、224.2イニングを投げて防御率は0.96という成績でシーズンを終えた。しかし、当時MLBには防御率という概念が浸透しておらずこの記録はまったくと言っていいほど注目されなかった。
1915年、年俸が5000ドル（当時レート）まで上がったもののまだ手首の状態が万全でなかったレナードは、6週間で3回しか登板できなかった。どれだけ多く投げるかが重視されていて、けがに対する正しい認識がなかった当時の野球ではレナードは怠慢とみなされ世間から批判を食らった。これを受けレッドソックスはレナードに出場停止処分を下した。8月になってようやく出場停止処分が明けると、破竹の勢いで登板。シーズン後半は継続疲労からか撃ち込まれる場面が多かったものの最終的に、15勝7敗、防御率2.36でシーズンを終えた。この年レッドソックスはポストシーズンに進出。ワールドシリーズ第3戦ではレナードも登板し、見事勝利を収めている。結果レッドソックスは4勝1敗でワールドシリーズを制し「世界一」の座をつかんだ。
1916年には、自身初のノーヒットノーランを記録。レッドソックスはワールドシリーズでブルックリン・ドジャースを破り2年連続でワールドチャンピョンに輝いた。
1918年に自身二度目のノーヒットノーランを達成すると、レッドソックスはワールドシリーズでシカゴ・カブスを破り、再び世界一の座を奪還した。しかし、財政面での負担が大きくなったレッドソックスはこの年のシーズンオフに選手の「投げ売り」を実施した。レッドソックスのバンビーノの呪いの始まりである。レナードもこの「投げ売り」によってニューヨーク・ヤンキースにトレードで放出された。その後ヤンキースにトレードされた選手たちが次々に練習試合に参加する中、レナードは給料面での折り合いがつかず、一人だけ練習に姿を現さなかった。これにヤンキースのオーナーが激怒し、再度トレードでデトロイト・タイガースにレナードを放出した。

### タイガース時代
移籍初年度はまずまずの成績を残したものの、移籍2年目となる1920年にライブボール時代が始まると、レナードの最大の武器であったスピットボールが禁止となり成績が大幅に悪化。1921年のオフシーズン、タイガースはレナードの年俸を大幅に削減。レナードはこれに猛反発し、結果双方も折り合いがつかずレナードは球団に無断で独立リーグへの移籍を試みる。しかし、これが球団に発覚し、メジャーリーグから3年間の出場停止処分という、非常に重い罰を受けた。
1924年ようやくメジャーに復帰するものの、球団との関係は悪いままで、特に当時タイガースの選手権監督であったタイ・カッブとは、練習中にカッブのラフプレーによってけがを負わされたこともあり、関係は最悪であった。7月までに16試合に登板したものの、肩の痛みから次の登板を拒否。チームドクターからもこれ以上の登板は不可能とカッブに説明。しかし、カッブはこれを無視し7月14日のアスレチックス戦にそのままレナードを登板させた。結果、レナードは9回までに12失点20被安打を許す。試合途中には相手チームの監督もレナードの交代を要求するほど悲惨な投球内容だったが、カッブは最後までレナードを降板させることはなかった。この試合でレナードは肩に爆弾を抱えることとなり、翌1925年に33歳の若さで現役を引退した。
通算では139勝114敗、防御率2.76、1160奪三振を記録した。

### 引退後
引退後、タイ・カッブの復讐として1919年のクリーブランド・インディアンズ戦で八百長があったことを自ら告白。証拠として、カッブらが描いたとされる手紙をMLBに提出した。MLBはその後調査を始めたものの、証拠不十分であるとして立件されなかった。この背景としては1920年の通称ブラックソックス事件によってメジャーリーグ人気が低迷していたこともあり、スーパースターであるカッブに処分を与えられなかったのではないかと言われている。その後カッブは監督を自ら引退。レナードはこれに反発して対面を要求したが受け入れられなかった。
その後、カリフォルニアのブドウ農場を購入したレナードはブドウ販売会社を立ち上げ、事業が成功し富豪となった。